# Notació algebraica
La notació algebraica és un sistema de notació d'escacs que es fa servir per transcriure les jugades de manera que puguin ser reproduïdes amb tota precisió posteriorment. El sistema fou utilitzat per primer cop per Philip Stamma al seu llibre Essai sur le jeu des echecs (1737), tot i que va ser molt secundari (arraconat per la preponderant notació descriptiva) fins al darrer quart del segle xx, quan va començar a imposar-se progressivament. Des dels anys 1990, la notació algebraica és pràcticament l'únic sistema de notació utilitzat per totes les publicacions i bases de dades d'escacs.
Es basa en una estructura fixa, cada columna té una lletra que comença per la primera casella de l'esquerra del tauler (des del punt de vista de les blanques), que va de la a a la h, i cada fila es numera (també des del punt de vista de les blanques), començant per la fila 1 i fins a la fila 8; amb aquestes dades s'obtenen unes coordenades del tauler que permeten identificar cada casella de forma que no hi pugui haver error. La forma d'anotar la jugada és, en primer lloc, la inicial del nom de la peça que es mou, (tot i que normalment quan es mou un peó no s'indica cap símbol per la peça, i s'entén que és un peó qui belluga), i després la coordenada de la casella on va, primer la columna i després la fila. Si es captura una peça, es pot indicar amb un signe "x" entre la peça capturant i la peça capturada.
Inicials de les peces:
- C Cavall
- A Alfil
- T Torre
- D Dama o Reina
- R Rei

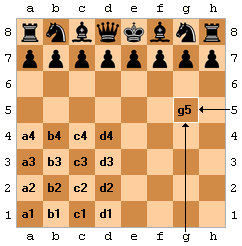
coordenades del tauler

En anglès s'indiquen per les inicials N, B, R, Q i K respectivament.
Si es fa escac es fa servir el signe (+) o escac i mat (++). Quan un peó corona, indiquem al final de la jugada un signe = i la peça resultant: (b8=D) per una coronació a Dama.
Quan en els llibres es comenta una partida, s'acostumen a afegir signes d'interrogació (?) si la jugada és dolenta o dos (??) si és un error greu, i signes d'exclamació (!) quan la jugada és bona, o dos (!!) quan és una jugada excepcional. També es poden combinar els dos signes, si es fa (!?) significa una jugada interessant, si es fa a l'inrevés (?!) jugada dubtosa, indica que sense arribar a ser dolenta, no és una bona opció.
L'enroc curt se simbolitza 0-0, i l'enroc llarg 0-0-0.
Hi ha una variació d'aquest sistema, que s'anomena notació algebraica completa. En anotar la jugada, a més d'indicar la coordenada de la casella de destinació, també s'indica la de la casella d'origen. Amb aquesta notació s'eliminen possibles errors d'interpretació (per exemple quan hi hagi més d'una peça de la mateixa mena que pugui moure a la mateixa casella), tot i que no es fa servir gaire.
Exemples de partides en notació algebraica:
1. e4 e5

2. Cf3 Cc6

3. Ac4 Cf6

4. Cg5 Ce7??

5. Axf7++
El mat del boig
1. g4 e5

2. f3 Dh4++
El mat del pastor
1. e4 e5

2. Ac4 Cc6

3. Dh5 Cf6

4. Dxf7++